# 30 mm оръдие 2А72
30 mm оръдие 2А72 е съветско автоматично оръдие с калибър 30 mm, конструкция на Аркадий Шипунов и Василий Грязев, предназначено за унищожаване на жива сила, лекобронирана техника и въздушни нисколетящи цели.

## История на създаването
Оръдието е разработено от „Конструкторско бюро по приборостроене“ (КБП) и се произвежда в Тулския машиностроителен завод (Туламашзавод).
30-мм автоматично оръдие 2А72 влиза в състава на въоръженията на универсалния боен модул Бахча-У; монтира се на бойните машини БМП-3, БМД-4, БМД-4М, БТР-3, БТР-80А, БТР-82А, БТР-90М, БРМ-3К, Уран-9. Възможно е поставянето му и на друга техника.
Боекомплекта на оръдието е напълно унифициран с боекомплекта на оръдието 2А42.

## ТТХ
- Патрон: 30×165 mm
- Енергия: 150 – 180 кДж[1]
- Брой нарези: 16
- Стъпка на нарезите: 715,5 мм
- Усилие на отката: 60 (6000) кН (кгс)
- Подаване на боеприпасите: двулентъчно
- Презареждане: ръчно
- Автоматика: откат на ствола при дълъг ход

## Сравнение с оръдието 2А42
Оръдието 2А72 за сметка на използването на схемата с подвижен ствол, в сравнение с газоотводната при 2А42 предава върху покрива на бронирания обект по-разтеглен във времето импулс на отката, а значи има по-малка максимална стойност на мигновената сила на отката (7 тона против 20 тона при 2А42 с неподвижен ствол), което позволява то да се използва на лека бронетехника от типа БТР-82, Тигър-М с бронирани корпуси изпълнени от листове с дебелина едва около 7 мм, на които използването на въоръжения по-мощни от 14,5 мм картечница КПВТ до появата на 30 мм оръдие 2А72 преди е невъзможно. Това ги поставя, според огневите възможности, тях на едно ниво с по-тежките и скъпи БМП и значително повишава бойната ценност на леките бронемашини в отбрана (когато боя се води от окоп и нивото на бронезащитата на бойната машина не е толкова важно).
Цената за използването на схемата с подвижен ствол става малко по-лошата кучност и значително по-ниския темп на стрелбата – едва 300 – 330 изстрела/минута, което не позволява то ефективно да се използва по въздушни цели.

## Производство
- СССР:
- Русия:
- Украйна:

- "Научно-технически комплекс „Завод за точна механика“ (ЗТМ, гр. Каменец-Подолски) от 2004 г. произвежда нелицензирано копие с името 30 mm автоматично оръдие ЗТМ-1. На 26 март 2012 г. оръдието официално е прието на въоръжение от украинската армия. През февруари 2014 г. производството на оръдието започва и в завода „Лорта“ (под наименованието ЛВГ-30)
- КБ „Артилерийско въоръжение“ произвежда аналог на оръдието с наименование 30-мм автоматично оръдие КБА-2